# Das grüne Leuchten
Das grüne Leuchten ist ein französischer Spielfilm von Éric Rohmer aus dem Jahr 1986. Es ist der fünfte Film aus seinem Zyklus Komödien und Sprichwörter.

## Handlung
Delphine ist eine junge Sekretärin in Paris. Es ist Sommer und die Urlaubszeit naht. Delphine plant einen Urlaub mit ihrer Freundin Sylvie in Griechenland. Doch kurz vor Beginn der Ferien sagt ihr die Freundin ab. Nun weiß sie nicht, was sie tun soll. Allein möchte sie nicht nach Griechenland fahren. Sie wird von Freunden in die Normandie und die französischen Alpen eingeladen. Doch weder die Berge noch das Meer sagen ihr zu. Schließlich fährt sie allein nach Biarritz, fühlt sich jedoch umgeben von fröhlichen Urlaubern noch einsamer als in ihrer heimischen Wohnung in Paris und reist wieder ab.
Kurz vor der Abreise lernt sie am Bahnhof von Biarritz jedoch einen jungen Mann kennen, der sie auf ihre Bitte hin nach Saint-Jean-de-Luz einlädt. Dort erwartet sie das Zeichen, das sie als Hinweis für die Erfüllung ihrer Sehnsucht ansieht: das grüne Leuchten.

## Hintergrund
Der Originaltitel Le Rayon vert verweist auf den gleichnamigen Roman von Jules Verne aus dem Jahr 1882, im Deutschen als Der grüne Strahl oder Der grüne Blitz bekannt. Rohmer modernisierte die Abenteuer einer jungen schottischen Erbin, die die Mittelmeerländer bereist, um ihren Prince Charming zu finden, hin zu einer Pariser Sekretärin, die im Sommerurlaub auf Partnersuche ist, behielt jedoch die mythischen Kräfte bei, die schon bei Verne dem Naturphänomen des grünen Leuchtens der letzten Sonnenstrahlen zugeschrieben werden. Dabei beließ es Rohmer nicht bei impliziten intertextuellen Anspielungen, sondern machte Vernes Roman zum expliziten Gegenstand einer Diskussion seiner Filmfiguren. Ein weiterer Einfluss war eine Kleinanzeige, die Rohmer in seinem eigenen Urlaub an des baskischen Küste gefunden hatte, und in der eine junge Frau verzweifelt fragte: „Ich bin schön. Ich bin aus Biarritz. Ich sollte gefallen, und Männer schenken mir keine Aufmerksamkeit. Warum?“
Das grüne Leuchten ist der fünfte Film des Zyklus Komödien und Sprichwörter, des zweiten Zyklus des französischen Filmemachers Éric Rohmer, den er 1981 mit Die Frau des Fliegers begann und 1987 mit Der Freund meiner Freundin abschloss. Rohmer kommentierte selbst, dass der Film im Zyklus „überrascht“ und er sich erst nachträglich dazu entschloss, ihn zu integrieren, was er selbst „ein wenig gewollt“ fand. Nach dem großen Erfolg von Vollmondnächte aus dem Jahr 1984 machte Rohmer einen radikalen Schnitt. Er trennte sich von einigen langjährigen Mitgliedern seines Filmstabs und ersetzte sie zumeist durch junge Frauen, etwa die 23-jährige Kamerafrau Sophie Maintigneux oder die 26-jährige Toningenieurin Claudine Nougaret. Weitere Crewmitglieder rekrutierte er aus dem Freundeskreis der Hauptdarstellerin Marie Rivière, mit der er bereits Die Frau des Fliegers gedreht hatte, um eine möglichst intime Atmosphäre am Filmset zu schaffen.
Rohmer verschrieb den Film dem Stilmittel der Improvisation. Er war schon immer von den Experimenten der Filmemacher Jean Rouch, Jacques Rivette und Paul Vecchiali angezogen. Zudem wollte er sich gegen den Vorwurf wehren, seine Filme seien zu literarisch, die Dialoge zu künstlich. Er kommentierte: „Man wirft mir vor, ich schriebe Sätze, die zu lang seien. Aber im wahren Leben reden Menschen lang ohne Unterbrechung. Und ich werde das demonstrieren. Niemand wird den Unterschied erkennen zwischen einem von mir geschriebenen Text und einem improvisierten Text.“ So setzte sich der Film aus zahlreichen Szenen zusammen, in denen die Schauspieler ebenso improvisierten wie die Filmtechniker, etwa durch Einsatz eines Zoomobjektivs, um private Momente der Schauspieler einzufangen. Insgesamt ließ Rohmer den Beteiligten viel Freiheit – so hatte etwa Marie Rivière den Eindruck, dass sie selbst die Handlung bestimmte – und fing so eine Atmosphäre des „wahren Lebens“ ein, lenkte aber doch heimlich den Film in die künstlerische Richtung, die ihm vorschwebte.
Zur Unterstützung der Improvisation hatte Rohmer auf 16-mm-Film gedreht. Nach Ende der Dreharbeiten war er sich allerdings lange unschlüssig, was er mit dem Ergebnis anfangen sollte und ob es lediglich als Vorarbeit eines professionellen 35-mm-Films zu betrachten sei. Der Film blieb zwei Jahre lang unveröffentlicht, bis Margaret Ménégoz eine Zusammenarbeit mit dem neuen Fernsehsender Canal+ mit seinen damals rund 400.000 Abonnenten vorschlug. So hatte Das grüne Leuchten 1986 seine Premiere als Fernsehfilm, gleichzeitig ermöglichten die zusätzlichen Einnahmen jedoch auch nachträglich Dreharbeiten des abschließenden Naturphänomens sowie die Erweiterung des Filmformats auf 35-mm-Projektionskopien für die Kinoverwertung. Nur eine Woche nach der TV-Premiere gewann der Film den Goldenen Löwen der Internationalen Filmfestspiele von Venedig gegen deutlich gewichtigere Konkurrenz, was dafür sorgte, dass er auch ein großer Erfolg an den Kinokassen wurde und allein in Frankreich über 400.000 Kinobesucher anlockte.
Ein besonderes Problem stellte sich bei der abschließenden Darstellung des titelgebenden grüne Leuchtens eines Sonnenuntergangs. Das Wetter hatte es unmöglich gemacht, das Naturphänomen zeitnah zu den hauptsächlichen Dreharbeiten zu beobachten. So sandte Rohmer, der jede Art von Filmtricktechnik vehement ablehnte, nachträglich eine Kameracrew auf die Kanarischen Inseln, um das atmosphärische Phänomen für den Abschluss des Films einzufangen. Schließlich gab Rohmer sogar sein Einverständnis, das titelgebende Grün künstlich zu verstärken. Er wusste, dass er zum Ende seines Films einem magischen Kontrapunkt setzen musste und unterlegte – trotz seiner sonstigen Ablehnung von Filmmusik – die Szene mit einer fugenartigen Komposition von Jean-Louis Valero. Dennoch beschwerten sich viele Zuschauer der TV-Premiere, dass sie das grüne Leuchten nicht gesehen hätten, und das Gerücht machte die Runde, Rohmer habe das Naturschauspiel absichtlich kaum wahrnehmbar gestaltet, damit sich die Zuschauer des Farbphänomens erst mit einem zusätzlichen Kinobesuch auf der großen Leinwand versichern konnten.

## Kritiken
Das Lexikon des internationalen Films sah „das Porträt eines innerlich einsamen sensiblen Menschen, dessen Schwierigkeiten mit der ‚Anpassung‘ von einer kühlen, fast dokumentarischen Kamera beobachtet werden“. Rohmer verlasse sich in seinem Film „mehr auf die Überzeugungskraft der Improvisation als auf ein strenges filmisches Konzept und bezaubert durch spröden Charme und die Schwerelosigkeit der Inszenierung“.

## Auszeichnungen
Der Film nahm 1986 am Wettbewerb der Internationalen Filmfestspiele von Venedig teil und gewann den Goldenen Löwen sowie den FIPRESCI-Preis.